# 메시지 인증 코드
메시지 인증 코드(Message Authentication Code, 약칭 MAC)는 메시지의 인증에 쓰이는 작은 크기의 정보이다. MAC 알고리즘은 비밀 키를 입력받고, 임의-길이의 메시지를 인증한다. 그리고 출력으로써 MAC(때때로 태그로 알려져있다)을 출력한다. MAC 값은 검증자(비밀 키를 소유한 사람)의 허가에 의해서 메시지의 데이터 인증과 더불어 무결성을 보호한다.

## 표준
MAC 알고리즘을 정의하는 다양한 표준이 존재한다. 여기에는 다음을 포함한다:
- FIPS PUB 113 Computer Data Authentication,[1] withdrawn in 2002,[2] defines an algorithm based on DES.
- FIPS PUB 198-1 The Keyed-Hash Message Authentication Code (HMAC)[3]
- ISO/IEC 9797-1 Mechanisms using a block cipher[4]
- ISO/IEC 9797-2 Mechanisms using a dedicated hash-function[5]

## 같이 보기
- 체크섬
- HMAC
- Poly1305
- 인증된 암호 방식
- SHA-3